# Типсы

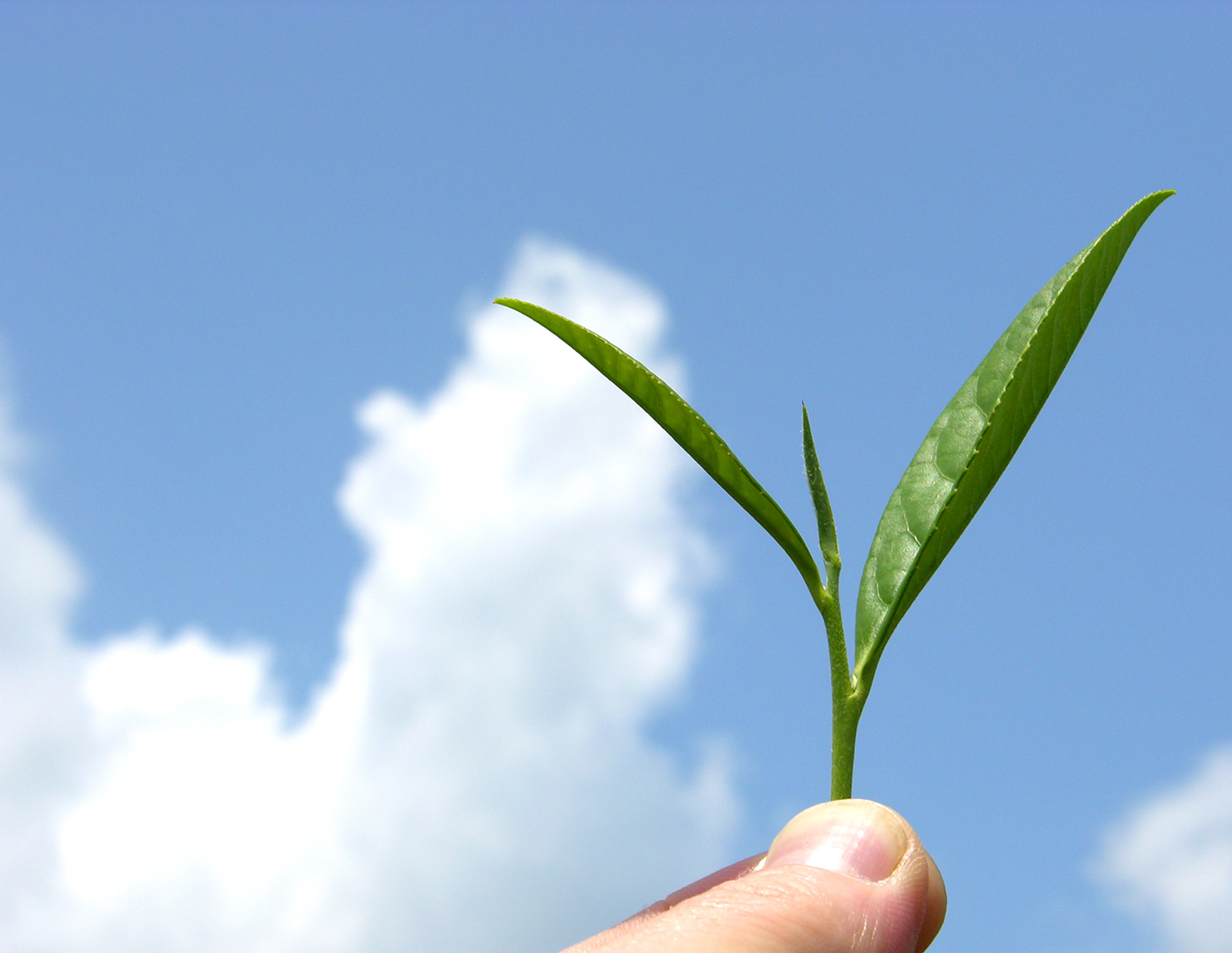
Флеш: типс и два листка

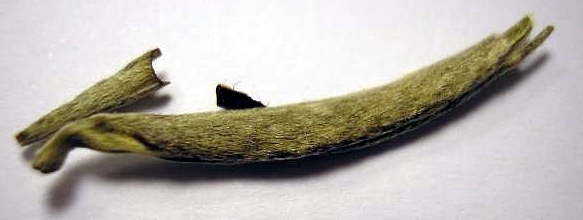
Типс вблизи

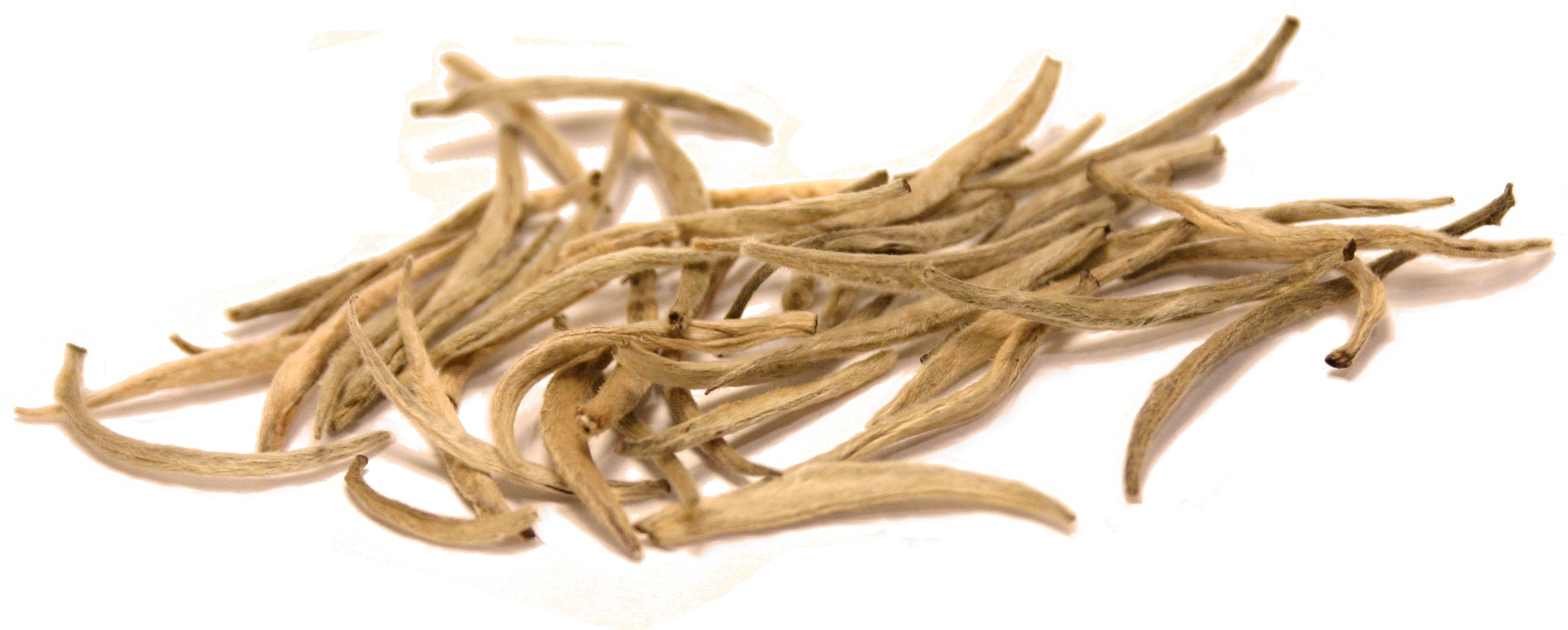
Белый чай из типсов

Ти́псы (от англ. tips — кончики) — листовые почки (не путать с цветковыми) чайного куста, которые ещё не раскрылись или только начали раскрываться. На вид типсы как бы покрыты серебристыми ворсинками, поэтому их относят к чайной категории «байховый» (от кит. трад. 白花, пиньинь Báihuā — 'белый цветок'). Собираются кончики вручную, обычно вместе с двумя ближайшими листочками, которые вместе составляют чайный трилистник (флеш). По форме и размерам типсы напоминают листья багульника.

## Этимология
Происхождение слов типс (от англ. tips — кончики, верхушки) и флеш (от англ. flush — новые побеги) английское, как и многие термины в чаеводстве. Оба эти термина часто используются в работах советского и российского историка кулинарии и гастрономии Вильяма Похлёбкина.

## Производство
Сбор проходит в Китае, Индии, Непале с чайных кустов Camellia sinensis и Camellia assamica[неизвестный термин]; в незначительной степени на Цейлоне (Шри-Ланке), в Бангладеш и Кении. Лучшим временем для сбора является весна с марта по май. В это время чайные кусты вегетируют, то есть быстро выкидывают стрелки с новыми листочками. Эти молодые флеши отличаются от старых листьев: они более светлого цвета и менее плотные. Флеши срывают тотчас же, как только они появились, не допуская, чтобы они переросли, огрубели. Во время вегетации куст выкидывает флеши каждые 5—7 дней. Таким образом, с одной и той же ветки куста можно собрать 4—5 трилистников за месяц.

## Применение
Из таких почек или из всего сырья чайного трилистника готовят типсовый чай, который считается элитным и ценится выше остальных, поскольку в них выше процентное содержание полезных веществ (таких как катехины, кофеин и фенольные соединения), что и придаёт такому чаю более насыщенный вкус и аромат после экстракции веществ в настой. Все белые и жёлтые чаи являются типсовыми, а самые ценные из них состоят только из типсов. Поэтому большое количество типсов в сухой смеси говорит о более высоких качествах чая, чем там где их меньше или нет вовсе. К ним относятся такие сорта, как серебряные иглы (Цзюньшань Иньчжэнь, Байхао Иньчжэнь), восточный улун (dong fang mei ren), чёрные чаи золотой Юньнань и golden monkey (золотая обезьяна).
Общепринятая маркировка типсовых чаёв:
- Литера T (Tippy) или Silver Tips — для белых чаёв
- Golden Tips — для чёрных чаёв

Чайные типсы также используются для изготовления связанного чая в качестве основного сырья.
Чаи на 100 % состоящие из типсов:

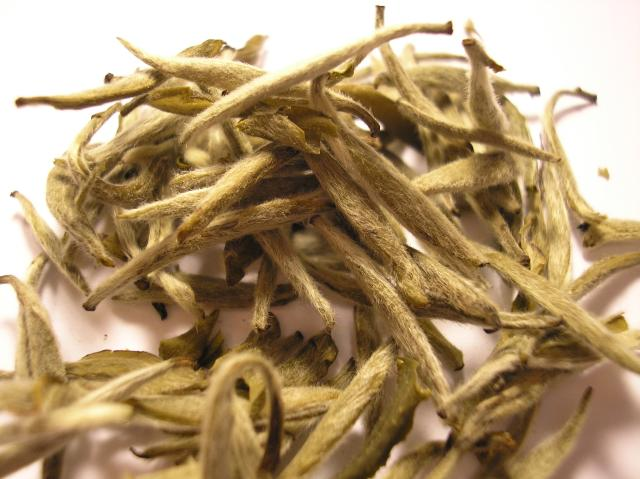
Белый чай Байхао Иньчжэнь
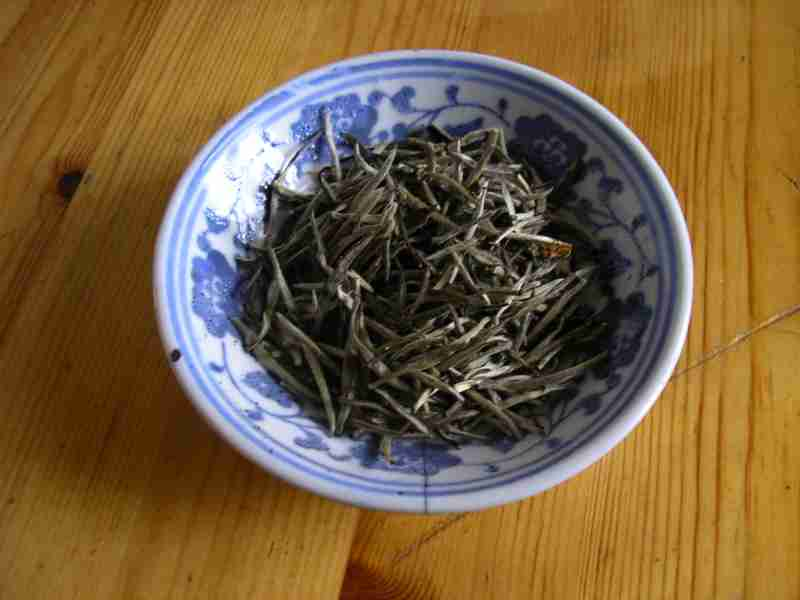
Жёлтый чай Цзюньшань Иньчжэнь
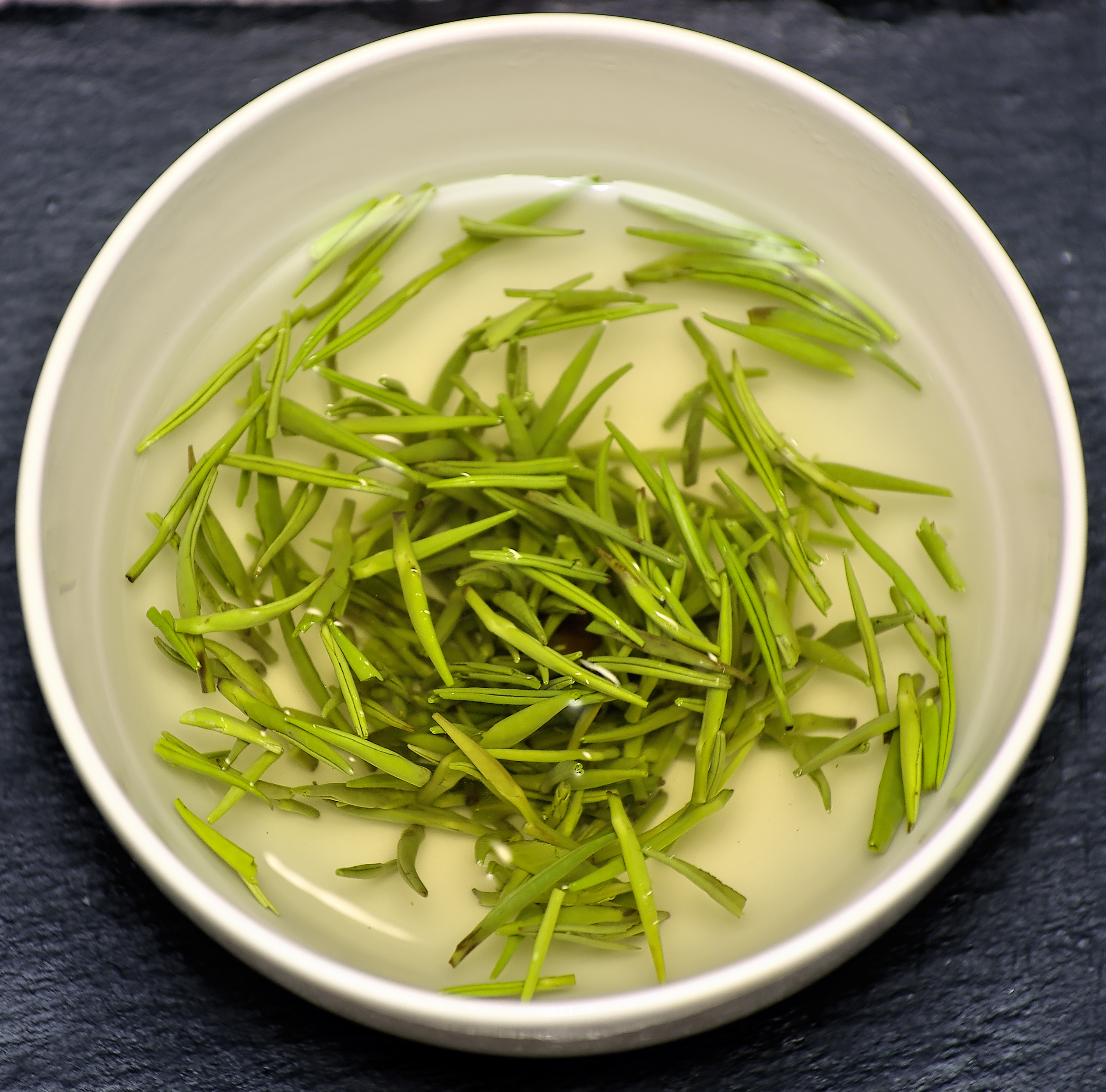
Зелёный чай Цюэ Шэ («воробьиные язычки»)